# Economía campesina
La economía campesina es una forma de producción familiar que utiliza productivamente el conjunto de la fuerza de trabajo doméstica y los recursos naturales, sociales y financieros, para garantizar, tanto la subsistencia de la unidad familiar, como también el mejoramiento de su calidad de vida.

## Racionalidad
La economía campesina tiene una lógica y organización interna que interrelaciona la tierra disponible con los demás medios de producción y la disponibilidad de la fuerza de trabajo familiar, con las necesidades de subsistencia de la familia y de equilibrar estos factores según su articulación con la dinámica del conjunto de la economía y la existencia de cadenas y circuitos productivos y demográficos. El objetivo principal de economía campesina es el bienestar de las familias y dentro la “utilidad marginal” se impone solo como mecanismo de equilibrio entre los factores internos.
La visión según la cual los campesinos son pasivos, resistentes al cambio o causantes del atraso, no se corresponde necesariamente con la realidad. La economía campesina tiene su propia lógica que ha sido explotada hasta ahora, no solamente por los terratenientes, sino especialmente por los mercados mundiales y nacionales de materias primas, alimentos y mano de obra y actualmente por los grupos transnacionales del capital.

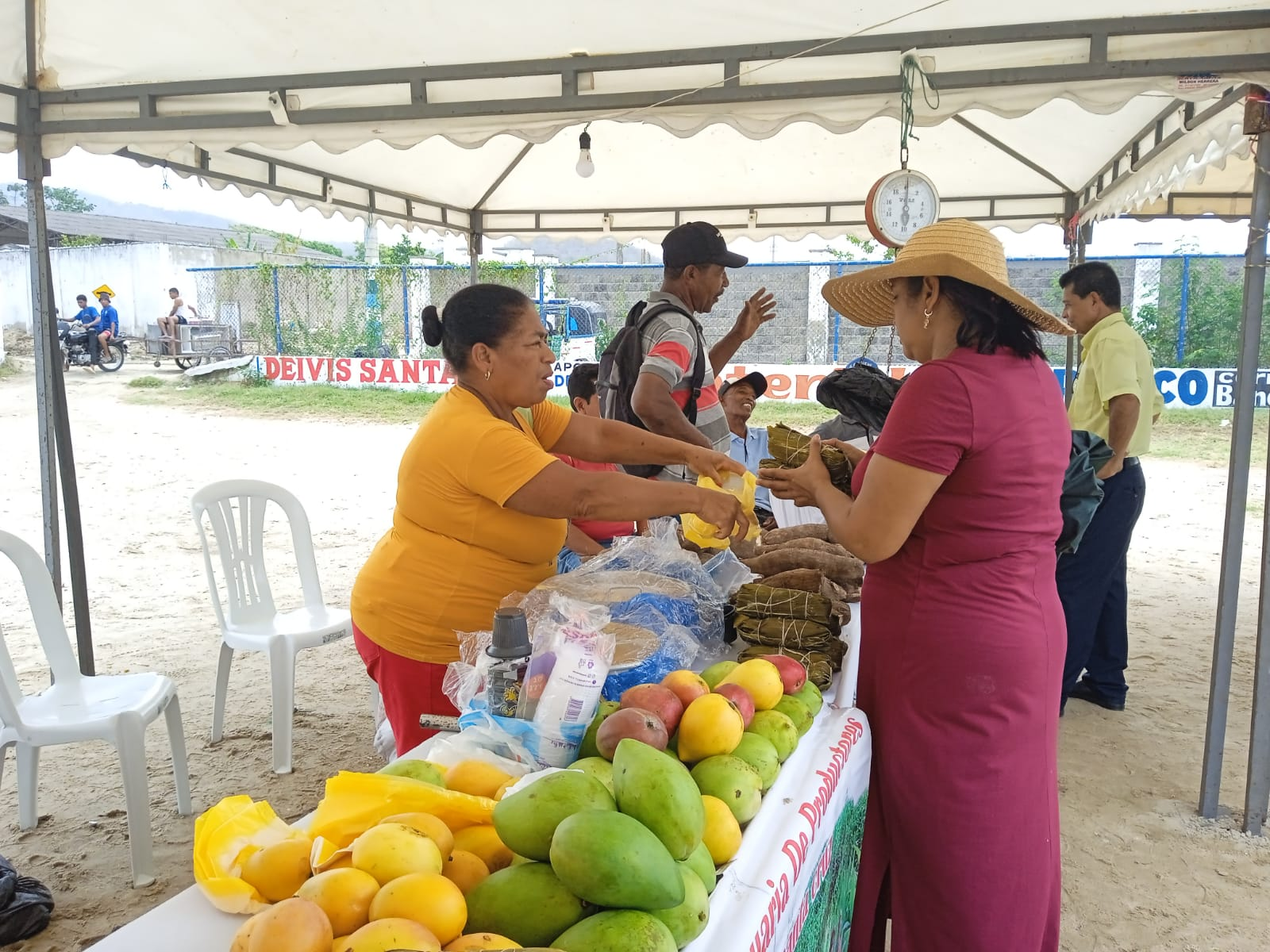
Visitantes comprando alimentos a campesinos en la Jornada de Economía Popular, Campesina.

Esta caracterización general solo se completa si se tiene claro que el mundo de la economía campesina es profundamente heterogéneo, por razones geográficas, ecológicas y culturales y por factores económicos, como las diferencias en los niveles de ingreso, las relaciones con el mercado y el capital, incluida la demanda u oferta de mano de obra.

## Funcionalidad
No existe actualmente, en cualquier caso, una realidad dual con una economía moderna y progresista y otra economía campesina retrógrada y estancada, sino solo una estructura, dentro de la cual el campesinado tiene una funcionalidad que significa que sistemáticamente se aprovecha la lógica de su forma de producción o se desplaza o elimina por las expectativas de ganancia de los proyectos de inversión. 
Dentro de una estructura social, el campesinado puede estar explotado, oprimido y pobre. Históricamente, se le desplaza una y otra vez de sus tierras, bien sea para establecer agronegocios o para construir megaproyectos; se le impide una territorialización adecuada, se aprovecha su capacidad de reproducción barata de fuerza de trabajo y se le expropia también de los excedentes de su trabajo, mientras se desconoce su cultura, su participación real en las decisiones nacionales e internacionales, su libertad de organización y la movilización y la autonomía y poder de las comunidades.
Sin embargo, la economía campesina puede cumplir una función dinámica y equitativa dentro de la economía nacional y mundial, siempre y cuando se replanteen, tanto su articulación dentro de las cadenas y los circuitos productivos y demográficos, como las relaciones estructurales nacionales e internacionales y, especialmente, el poder político del campesinado y su capacidad de intervenir decisivamente en las decisiones que afectan la vida de las comunidades rurales. La reforma agraria integral constituye un elemento fundamental de ese replanteamiento económico y político.